# U.2

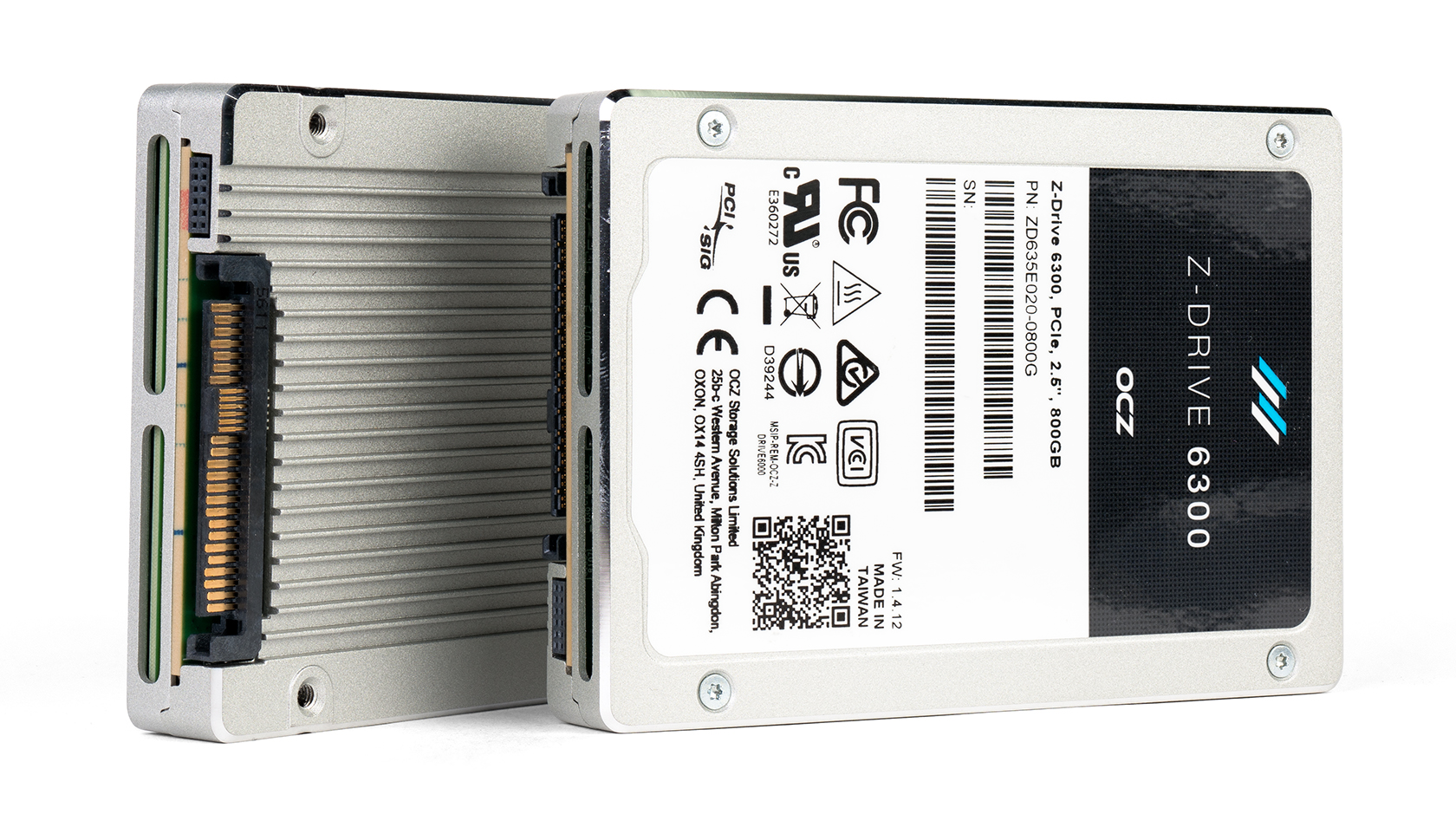
带 U.2 接口的固態硬盤

U.2 （原名SFF-8639，2015年6月更名為 U.2  ） 是一種固态硬盘接口標準，帶有U.2 接口的固态硬盘通過這個接口與计算机相連。U.2 仅用于2.5英寸的固態硬盤。2.5英寸的固態硬盤比M.2接口的固態硬盤要更大，因此通常具有更大的容量。
2015年11月，英特尔推出了750系列固态硬盘，750系列固态硬盘有兩種版本的接口，分別是PCI Express和U.2。 